# (4759) Åretta
(4759) Åretta es un asteroide perteneciente al cinturón de asteroides, descubierto el 7 de noviembre de 1978 por Eleanor F. Helin y el también astrónomo Schelte John Bus desde el Observatorio del Monte Palomar, Estados Unidos.

## Designación y nombre
Designado provisionalmente como 1978 VG10. Fue nombrado Åretta en homenaje a "Aretta", nombre de una escuela situada en la localidad noruega de Lillehammer. Esta escuela fue una de las tres ganadoras del concurso  "Mejor Escuela de Enseñanza de la Astronomía", celebrado durante el Año de la Astronomía en Noruega, año 2009.

## Características orbitales
Åretta está situado a una distancia media del Sol de 3,174 ua, pudiendo alejarse hasta 3,747 ua y acercarse hasta 2,601 ua. Su excentricidad es 0,180 y la inclinación orbital 0,805 grados. Emplea 2066 días en completar una órbita alrededor del Sol.

## Características físicas
La magnitud absoluta de Åretta es 12,4. Tiene 15,744 km de diámetro y su albedo se estima en 0,127.